# ASAP Twelvyy
Джамель Филлипс (род. 30 мая 1989 года, Гарлем, Нью-Йорк, США), более известный как A$AP Twelvyy (Э́йсап Тве́лви) — американский рэпер из Бронкса, Нью-Йорк. Участник хип-хоп объединения Asap Mob, благодаря которому получил свое прозвище. В 2014 году он выпустил песню «Xscape», второй сингл с дебютного альбома Эйсап Моба L.O.R.D. Альбом должен был выйти в 2014 году, но был отменен. 4 августа 2017 года ASAP Twelvyy выпустил свой дебютный альбом под названием 12.

## Биография

### Ранние годы
Джамель Филлипс родился 30 мая 1989 года в медицинском центре Гарлема. Сначала он жил на Конвент-авеню и 129-й улице в Гарлеме, затем на Ленокс-авеню и 127-й улице в Гарлеме, затем переехал в Касл-Хилл, Бронкс в 2003 году. Прозвище " Twelvyy " происходит от его прозвища «212». Это был код города в Гарлеме. «…Я не хотел, чтобы меня называли „A$AP 212“, потому что это звучит звучит неправильно», говорит Филипс. «A$AP Twelvyy звучит хорошо и девушки любят Twelvy». Филлипс познакомился с ASAP Yams (соучредитель Asap Mob) в 2006 году. Он был представлен Asap Rocky, Ямсом на домашней вечеринке в 2008 году. На Филлипса повлияли такие нью-йоркские хип-хоп-исполнители, как Jay Z, Big L, Nas, Stack Bundles, 50 Cent и Big Pun.

### Карьера

#### 2011—2015: Вступление в ASAP Mob
19 сентября 2011 года ASAP Twelvyy участвовал в песне ASAP Rocky «Trilla», вместе с ASAP Nast. Песня появилась на дебютном микстейпе Rocky Live. Love. ASAP (2011). На протяжении всего 2012 года Twevlyy, при участии ASAP Nast, выпустил несколько песен, в их числе «A. S. A. P. Bullshit», «12 Unleashed» и «Our World». Twelvyy также появился на дебютном микстейпе ASAP Mob Lords Never Worry, выпущенном 28 августа 2012 года. Он участвовал в треках «Full Metal Jacket», «Y.N.R.E.», «Jay Reed» и «Gotham City». 21 апреля, 2014, Twelvyy выпустила песню «Xscape», которая стала вторым синглом в дебютном альбоме ASAP Mob L.O.R.D.. 5 июня 2014 года, он выпустил сингл для альбома под названием «Hella Hoes» при участии ASAP Rocky, ASAP Ferg и ASAP Nast. Позже, в том же году, ASAP Yams объявили, что альбом не будет выпущен.
29 августа 2014 года ASAP Twelvyy выпустил песню «Glock Rivers». 20 ноября 2014 года был выпущен официальный видеоклип на «Glock Rivers». В видео было рассказано о том, что Twelvyy скоро выпустит свой дебютный микстейп. 15 апреля 2015 года он выпустил песню «LORD». Он сказал, что эта песня не появится на его микстейпе. 24 августа 2015, Twelvyy выпустил свой сингл, «Heaven Can Wait» совместно с Emilz.

#### 2015-настоящее время:12
В 2016 году Twelvyy отправились в тур, под названием 3001: A Laced Odyssey Tour с Flatbush Zombies и другими рэперами Нью-Йорка.
1 января 2016 года, он выпустил еще один сингл «L.Y.B.B. (Resolution)». 29 января 2016 года он выпустил песню под названием «Trips» в преддверии своего тура с Flatbush Zombies . 31 января 2016 года Twelvyy выпустили кавер на песню ASAP Rocky «1 Train», с его дебютного альбома Long. Live. ASAP (2013).
18 февраля 2016, Twelvyy выпустил сингл, «Lords Never Worry», при участии ASAP Rocky и ASAP Nast. Песня является частью серии #WavyWednesdays. 9 марта 2016 года Twelvyy выпустил еще одну песню для серии под названием «Again», при участии ASAP Ant. 29 марта 2016 года, Twelvyy рассказал о том, что он выпустил микстейп под названием 2127301090. В Instagram он опубликовал фотографию обложки альбома, на которой написано «скоро» посередине. 30 марта 2016 года Twelvyy выпустил еще одну песню с Rocky и Nast, под названием «Presidents», которая также включена в серию #WavyWednesdays. 31 августа 2016 года ASAP Twelvyy выпустил «Motivation „при участии участием Da$h и AZ.
4 августа 2017 года ASAP Twelvyy выпустил свой дебютный альбом под названием 12.

## Дискография

### Альбомы
| Название | Описание                                                                                                  |
| -------- | --- |
| 12       | - Дата выхода: 4 августа 2017 - Лейблы: ASAP Worldwide, Polo Grounds, RCA - Форматы: Цифровая дистрибуция |

### Микстейпы
| Название                                 | Описание                                                                                         |
| ---------------------------------------- | ------------------------------------------------------------------------------------------------ |
| Lords Never Worry (совместно с ASAP Mob) | - Дата выхода: 28 августа 2012 - Лейблы: ASAP Worldwide, Yamborghini - Форматы: Digital download |

### Синглы

#### В качестве ведущего исполнителя
| Название                                                 | Год  |
| «Glock Rivers»                                           | 2014 |
| «LORD»                                                   | 2015 |
| «Heaven Can Wait» (при участии Emilz)                    | 2015 |
| «L.Y.B.B. (Resolution)»                                  | 2016 |
| «Trips»                                                  | 2016 |
| «Lords Never Worry» (при участии ASAP Rocky и ASAP Nast) | 2016 |
| «Again» (при участии ASAP Ant)                           | 2016 |
| «Presidents» (совместно с ASAP Rocky и ASAP Nast)        | 2016 |
| «Motivation» (при участии Da$h и AZ)                     | 2016 |

#### В качестве приглашенного исполнителя
| «Free Crack» (Chynna при участии ASAP Ant и ASAP Twelvyy)                                | 2014 | —  | The Big Payback  |
| «Xscape» (ASAP Mob при участии ASAP Twelvyy)                                             | 2014 | —  | н/д              |
| «Hella Hoes» (ASAP Mob при участии ASAP Rocky, ASAP Ferg, ASAP Nast и ASAP Twelvyy)      | 2014 | 60 | н/д              |
| «Half — Time» (Flatbush Zombies при участии ASAP Twelvyy)                                | 2015 | —  | non-album single |
| «Who You Wit» (Tray Pizzy при участии ASAP Twelvyy)                                      | 2016 | —  | non-album single |
| «—» обозначает запись, которая не попала в чарт или не была выпущена на этой территории. |      |    |                  |

### Гостевое участие
| Название              | Год  | Другие исполнители                                            | Альбом                 |
| --------------------- | ---- | ------------------------------------------------------------- | ---------------------- |
| «Trilla»              | 2011 | ASAP Rocky, ASAP Nast                                         | Live. Love. ASAP       |
| «Bastermating»        | 2011 | Asher Roth, King Chip, YP                                     | Pabst & Jazz           |
| «4 Loko» (remix)      | 2011 | Smoke DZA, ASAP Rocky, Дэнни Браун, Killa Kyleon, Freeway     | Sweet Baby Kushed Good |
| «Game 7»              | 2012 | Smoke DZA                                                     | Rugby Thompson         |
| «Out Here»            | 2012 | Smoke DZA, Vado                                               | K.O.N.Y.               |
| «Aura»                | 2013 | Harry Fraud, Smoke DZA                                        | Adrift                 |
| «Silver Lining»       | 2016 | Statik Selektah, Chauncy Sherod, Кирк Найт                    | Lucky 7                |
| «Scorpion Death Drop» | 2016 | The Sparks Foundation, Project Pat, Smoke DZA, Trae The Truth | Parts Unknown          |